# رسالة في قدر منفعة صناعة الطب (كتاب)
 رسالة في قدر منفعة صناعة الطب  (باللاتينية: De Gradibus) أو (باللاتينية: Quia Primos) كتاب عربي للطبيب العربي يعقوب بن إسحاق الكندي.
في هذا الكتاب، حاول الكندي استخدام تطبيقات الرياضيات في علم الصيدلة، بتقدير قدر العقاقير اللازمة للعلاج، وكانت هذه أول محاولة تقدير كميات جدية في مجال الطب. كما وضع نظامًا يعتمد على أطوار القمر، ليعرف الطبيب الأيام الحرجة للمرض. وخلال حركة الترجمة اللاتينية في القرن الثاني عشر من العربية، ترجم جيرارد الكريموني. حسابات الكندي الرياضية لتحديد كميات العقاقير كانت معقدة، حتى أن روجر باكون جزم بأنها يصعب استخدامها.